# Campeonato Brasileño de Fútbol Serie B 2014
El Campeonato Brasileño de Fútbol Serie B 2014, oficialmente Brasileirão Serie B Chevrolet 2014 por motivos de patrocinio, es una competición de fútbol desarrollada en Brasil, en el marco de la segunda división. 
Lo disputan 20 clubes, de los cuales los cuatro mejores equipos ascienden a la «Serie A 2015» y los cuatro últimos desciende a la «Serie C 2015».

## Sistema de competición
Por nueve años consecutivo, la Serie B es disputada por 20 clubes en partidos de ida y de vuelta por puntos. En cada ronda, los equipos juegan entre sí una vez. Los encuentros de la primera ronda se llevan a cabo en el mismo orden que en la segunda vuelta, sólo que con la localía invertida. Es declarado campeón aquel equipoque obtiene más puntos después de 38 fechas. Al final, los cuatro mejores equipos ascienden a la «Serie A 2015», al igual que los últimos cuatro descienden a la «Serie C 2015».

### Criterio de desempate
En caso de empate a puntos entre dos clubes, los criterios de empate se aplicarán en el siguiente orden:
1. Número de victorias
2. Diferencia de goles
3. Goles anotados
4. Partidos entre sí
5. Número de tarjetas rojas
6. Número de tarjetas amarillas
7. Sorteo

## Equipos participantes

### Ascensos y descensos
| Pos. | Ascendidos de la Serie C 2013 |
| ---- | ----------------------------- |
| 1.º  | Santa Cruz                    |
| 2.º  | Sampaio Corrêa                |
| 3.º  | Luverdense                    |
| 4.º  | Vila Nova                     |

| Pos. | Descendidos en la Serie A 2013 |
| ---- | ------------------------------ |
| 17.º | Portuguesa                     |
| 18.º | Vasco da Gama                  |
| 19.º | Ponte Preta                    |
| 20.º | Náutico                        |

### Información de equipos
| Equipo              | Ciudad                 | Estadio               | Capacidad | Posición 2013  | Títulos  |
| ------------------- | ---------------------- | --------------------- | --------- | -------------- | -------- |
| ABC                 | Natal, RN              | Frasqueirão           | 15 082    | 14.°           | No posee |
| América de Natal    | Natal, RN              | Arena das Dunas       | 31 375    | 13.°           | No posee |
| América Mineiro     | Belo Horizonte, MG     | Independência         | 23 018    | 9.°            | 1        |
| Atlético Goianiense | Goiânia, GO            | Serra Dourada         | 42 000    | 16.°           | No posee |
| Avaí                | Florianópolis, SC      | Ressacada             | 17 826    | 10.°           | No posee |
| Boa Esporte         | Varginha, MG           | Melão                 | 15 471    | 11.°           | No posee |
| Bragantino          | Bragança Paulista, SP  | Nabi Abi Chedid       | 17 022    | 12.°           | 1        |
| Ceará               | Fortaleza, CE          | Castelão de Fortaleza | 63 903    | 7.°            | No posee |
| Icasa               | Juazeiro do Norte, CE  | Romeirão              | 10 000    | 5.°            | No posee |
| Joinville           | Joinville, SC          | Arena Joinville       | 20 160    | 6.°            | No posee |
| Luverdense          | Lucas do Rio Verde, MT | Passo Das Emas        | 10 000    | 3.° (Serie C)  | No posee |
| Náutico             | Recife, PE             | Arena Pernambuco      | 46 154    | 20.° (Serie A) | No posee |
| Oeste               | Itápolis, SP           | Amaros                | 13 444    | 15.°           | No posee |
| Paraná              | Curitiba, PR           | Vila Capanema         | 17 000    | 7°             | 2        |
| Ponte Preta         | Campinas, SP           | Moisés Lucarelli      | 17 728    | 19.° (Serie A) | No posee |
| Portuguesa          | São Paulo, SP          | Canindé               | 21 004    | 17.° (Serie A) | 1        |
| Sampaio Corrêa      | São Luís, MA           | Castelão de São Luís  | 40 000    | 2.° (Serie C)  | 1        |
| Santa Cruz          | Recife, PE             | Arruda                | 57 000    | 1° (Serie C)   | No posee |
| Vasco da Gama       | Río de Janeiro, RJ     | São Januário          | 24 311    | 18.° (Serie A) | 1        |
| Vila Nova           | Goiânia, GO            | Serra Dourada         | 42 000    | 4.° (Serie C)  | No posee |

## Tabla de posiciones
| Pos. | Equipo               | Pts. | PJ | PG | PE | PP | GF | GC | Dif. |
| ---- | -------------------- | ---- | -- | -- | -- | -- | -- | -- | ---- |
| 1.º  | Joinville (C)        | 70   | 38 | 21 | 7  | 10 | 54 | 33 | 21   |
| 2.º  | Ponte Preta          | 69   | 38 | 19 | 12 | 7  | 61 | 38 | 23   |
| 3.º  | Vasco da Gama        | 63   | 38 | 16 | 15 | 7  | 50 | 36 | 14   |
| 4.º  | Avaí                 | 62   | 38 | 18 | 8  | 12 | 47 | 40 | 7    |
| 5.º  | América Mineiro      | 61   | 38 | 18 | 7  | 13 | 59 | 39 | 20   |
| 6.º  | Boa Esporte          | 59   | 38 | 18 | 5  | 15 | 51 | 48 | 3    |
| 7.º  | Atlético Goianiense  | 59   | 38 | 17 | 8  | 13 | 54 | 49 | 5    |
| 8.º  | Ceará                | 57   | 38 | 16 | 9  | 13 | 58 | 53 | 5    |
| 9.º  | Santa Cruz           | 55   | 38 | 14 | 13 | 11 | 51 | 38 | 13   |
| 10.º | Sampaio Corrêa       | 53   | 38 | 13 | 14 | 11 | 54 | 46 | 8    |
| 11.º | Paraná               | 51   | 38 | 13 | 12 | 13 | 45 | 43 | 2    |
| 12.º | Luverdense           | 50   | 38 | 15 | 5  | 18 | 40 | 46 | −6   |
| 13.º | Náutico              | 50   | 38 | 14 | 8  | 16 | 40 | 47 | −7   |
| 14.º | ABC                  | 48   | 38 | 14 | 6  | 18 | 34 | 40 | −6   |
| 15.º | Oeste                | 48   | 38 | 12 | 12 | 14 | 39 | 48 | −9   |
| 16.º | Bragantino           | 46   | 38 | 13 | 7  | 18 | 45 | 55 | −10  |
| 17.º | América de Natal (D) | 43   | 38 | 12 | 7  | 19 | 44 | 53 | −9   |
| 18.º | Icasa (D)            | 43   | 38 | 11 | 10 | 17 | 34 | 43 | −9   |
| 19.º | Vila Nova (D)        | 32   | 38 | 10 | 2  | 26 | 35 | 70 | −35  |
| 20.º | Portuguesa (D)       | 25   | 38 | 4  | 13 | 21 | 29 | 59 | −30  |

|  | Campeón. Ascendió a la Serie A 2015. (C) |
|  | Ascendió a la Serie A 2015.              |
|  | Descendió a la Serie C 2015. (D)         |

| Santa Catarina        |
| Campeón               |
| Joinville 1.er título |

1. ↑  Fue castigado por el Tribunal Superior de Justicia Deportiva con la quita de 6 puntos por incluir un jugador no habilitado.

## Goleadores
| Jugador        | Equipo           | Goles |
| -------------- | ---------------- | ----- |
| Magno Alves    | Ceará            | 18    |
| Rodrigo Pimpão | América de Natal | 15    |
| Obina          | América Mineiro  | 13    |
| Tomas          | Boa Esporte      | 13    |
| Alexandro      | Ponte Preta      | 12    |
| Edigar Junio   | Joinville        | 12    |
| Jael           | Joinville        | 12    |